# Tadeusz K. Niebrój
Tadeusz Karol Niebrój (ur. 19 lipca 1930 w Krakowie, zm. 27 stycznia 1995) – prof. dr hab. n. med., lekarz okulista.

## Życiorys
Syn Stanisława Niebroja (lekarza) i Walerii zd. Szczerba. Studia medyczne ukończył w 1954 roku w Śląskiej Akademii Medycznej (obecnie Śląski Uniwersytet Medyczny), tutaj też uzyskał kolejne stopnie naukowe: doktorat obronił w 1956 roku a kolokwium habilitacyjne przeprowadził w 1964 roku (na podstawie pracy pt. „Wpływ kobaltu na przemianę kwasów nukleinowych i białek w fibroblastach hodowanych in vitro”). Od 1976 roku pełnił funkcję kierownika Katedry i Kliniki Okulistyki w Bytomiu. W 1988 roku otrzymał tytuł profesora.
Był autorem wielu publikacji, w tym blisko 100 indeksowanych w Medline. Niebrój był pionierem w badaniach nad działaniem radioaktywnego kobaltu.
Umarł po ciężkiej chorobie w styczniu 1995 roku.